# 니시다 켄
니시다 켄(西田健, 1945년 6월 24일~)은 한국계 일본 배우이자 성우이다. 1945년 6월 24일 함경남도 원산시에서 일본인 부모님의 사이에서 3남 중 장남으로 태어났다.

## 생애
1966년 배우로 첫 데뷔하였다. 1982년 <우주형사 갸반>에서 나오는 돈 호러의 아들인 산돌바 역할을 맡았다. 2002년 <인풍전대 허리케인저>의 스승인 히나타 무겐사이 역할을 맡았다. 아내와 슬하에 2남 1녀를 두고 있다.